# 4.ª etapa del Tour de Francia 2020
La 4.ª etapa del Tour de Francia 2020 tuvo lugar el 1 de septiembre de 2020 entre Sisteron y la estación de esquí de Orcières-Merlette sobre un recorrido de 160,5 km y fue ganada por el esloveno Primož Roglič del equipo Jumbo-Visma. El francés Julian Alaphilippe mantuvo el maillot amarillo de líder una jornada más.

## Clasificación de la etapa
| \| Clasificación de la etapa \| Clasificación de la etapa \| Clasificación de la etapa \| Clasificación de la etapa \| Clasificación de la etapa \| \| Ciclista \| Ciclista \| Equipo \| Tiempo \| \| \| ------------------------- \| ------------------------- \| ------------------------- \| ------------------------- \| ------------------------- \| \| 1.º \| Primož Roglič \| Jumbo-Visma \| 4 h 07 min 47 s \| \| \| 2.º \| Tadej Pogačar \| UAE Team Emirates \| + 0 s \| \| \| 3.º \| Guillaume Martin \| Cofidis \| + 0 s \| \| \| 4.º \| Nairo Quintana \| Arkéa-Samsic \| + 0 s \| \| \| 5.º \| Julian Alaphilippe \| Deceuninck-Quick Step \| + 0 s \| \| \| 6.º \| Miguel Ángel López \| Astana \| + 0 s \| \| \| 7.º \| Egan Bernal \| Ineos Grenadiers \| + 0 s \| \| \| 8.º \| Thibaut Pinot \| Groupama-FDJ \| + 0 s \| \| \| 9.º \| Mikel Landa \| Bahrain McLaren \| + 0 s \| \| \| 10.º \| Adam Yates \| Mitchelton-Scott \| + 0 s \| \| |                    |                       |                 |
| |                    |                       |                 |
| Fuente: ProCyclingStats |                    |                       |                 |
| Clasificación de la etapa |                    |                       |                 |
| Ciclista | Ciclista           | Equipo                | Tiempo          |
| 1.º | Primož Roglič      | Jumbo-Visma           | 4 h 07 min 47 s |
| 2.º | Tadej Pogačar      | UAE Team Emirates     | + 0 s           |
| 3.º | Guillaume Martin   | Cofidis               | + 0 s           |
| 4.º | Nairo Quintana     | Arkéa-Samsic          | + 0 s           |
| 5.º | Julian Alaphilippe | Deceuninck-Quick Step | + 0 s           |
| 6.º | Miguel Ángel López | Astana                | + 0 s           |
| 7.º | Egan Bernal        | Ineos Grenadiers      | + 0 s           |
| 8.º | Thibaut Pinot      | Groupama-FDJ          | + 0 s           |
| 9.º | Mikel Landa        | Bahrain McLaren       | + 0 s           |
| 10.º | Adam Yates         | Mitchelton-Scott      | + 0 s           |

## Clasificaciones al final de la etapa

### Clasificación general(Maillot Jaune)
| \| Clasificación general \| Clasificación general \| Clasificación general \| Clasificación general \| Clasificación general \| \| Ciclista \| Ciclista \| Equipo \| Tiempo \| \| \| --------------------- \| --------------------- \| --------------------- \| --------------------- \| --------------------- \| \| 1.º \| Julian Alaphilippe \| Deceuninck-Quick Step \| 18 h 07 min 04 s \| \| \| 2.º \| Adam Yates \| Mitchelton-Scott \| + 4 s \| \| \| 3.º \| Primož Roglič \| Jumbo-Visma \| + 7 s \| \| \| 4.º \| Tadej Pogačar \| UAE Team Emirates \| + 11 s \| \| \| 5.º \| Guillaume Martin \| Cofidis \| + 13 s \| \| \| 6.º \| Egan Bernal \| Ineos Grenadiers \| + 17 s \| \| \| 7.º \| Tom Dumoulin \| Jumbo-Visma \| + 17 s \| \| \| 8.º \| Esteban Chaves \| Mitchelton-Scott \| + 17 s \| \| \| 9.º \| Nairo Quintana \| Arkéa-Samsic \| + 17 s \| \| \| 10.º \| Miguel Ángel López \| Astana \| + 17 s \| \| |                    |                       |                  |
| |                    |                       |                  |
| Fuente: ProCyclingStats |                    |                       |                  |
| Clasificación general |                    |                       |                  |
| Ciclista | Ciclista           | Equipo                | Tiempo           |
| 1.º | Julian Alaphilippe | Deceuninck-Quick Step | 18 h 07 min 04 s |
| 2.º | Adam Yates         | Mitchelton-Scott      | + 4 s            |
| 3.º | Primož Roglič      | Jumbo-Visma           | + 7 s            |
| 4.º | Tadej Pogačar      | UAE Team Emirates     | + 11 s           |
| 5.º | Guillaume Martin   | Cofidis               | + 13 s           |
| 6.º | Egan Bernal        | Ineos Grenadiers      | + 17 s           |
| 7.º | Tom Dumoulin       | Jumbo-Visma           | + 17 s           |
| 8.º | Esteban Chaves     | Mitchelton-Scott      | + 17 s           |
| 9.º | Nairo Quintana     | Arkéa-Samsic          | + 17 s           |
| 10.º | Miguel Ángel López | Astana                | + 17 s           |

### Clasificación por puntos(Maillot Vert)
| Clasificación por puntos | Clasificación por puntos | Clasificación por puntos         | Clasificación por puntos | Clasificación por puntos |
| Ciclista                 | Ciclista                 | Equipo                           | Puntos                   |                          |
| ------------------------ | ------------------------ | -------------------------------- | ------------------------ | ------------------------ |
| 1.º                      | Peter Sagan              | Bora-Hansgrohe                   | 83 pts                   |                          |
| 2.º                      | Sam Bennett              | Deceuninck-Quick Step            | 83 pts                   |                          |
| 3.º                      | Alexander Kristoff       | UAE Team Emirates                | 80 pts                   |                          |
| 4.º                      | Matteo Trentin           | CCC Team                         | 61 pts                   |                          |
| 5.º                      | Giacomo Nizzolo          | NTT Pro Cycling                  | 51 pts                   |                          |
| 6.º                      | Caleb Ewan               | Lotto-Soudal                     | 50 pts                   |                          |
| 7.º                      | Julian Alaphilippe       | Deceuninck-Quick Step            | 47 pts                   |                          |
| 8.º                      | Bryan Coquard            | B&B Hotels-Vital Concept p/b KTM | 43 pts                   |                          |
| 9.º                      | Tadej Pogačar            | UAE Team Emirates                | 36 pts                   |                          |
| 10.º                     | Cees Bol                 | Team Sunweb                      | 32 pts                   |                          |

### Clasificación de la montaña(Maillot à Pois Rouges)
| Clasificación de la montaña | Clasificación de la montaña | Clasificación de la montaña      | Clasificación de la montaña | Clasificación de la montaña |
| Ciclista                    | Ciclista                    | Equipo                           | Puntos                      |                             |
| --------------------------- | --------------------------- | -------------------------------- | --------------------------- | --------------------------- |
| 1.º                         | Benoît Cosnefroy            | AG2R La Mondiale                 | 21 pts                      |                             |
| 2.º                         | Michael Gogl                | NTT Pro Cycling                  | 12 pts                      |                             |
| 3.º                         | Primož Roglič               | Jumbo-Visma                      | 10 pts                      |                             |
| 4.º                         | Tadej Pogačar               | UAE Team Emirates                | 8 pts                       |                             |
| 5.º                         | Quentin Pacher              | B&B Hotels-Vital Concept p/b KTM | 6 pts                       |                             |
| 6.º                         | Guillaume Martin            | Cofidis                          | 6 pts                       |                             |
| 7.º                         | Kasper Asgreen              | Deceuninck-Quick Step            | 6 pts                       |                             |
| 8.º                         | Toms Skujiņš                | Trek-Segafredo                   | 6 pts                       |                             |
| 9.º                         | Nicolas Roche               | Team Sunweb                      | 5 pts                       |                             |
| 10.º                        | Nairo Quintana              | Arkéa-Samsic                     | 4 pts                       |                             |

### Clasificación del mejor joven(Maillot Blanc)
| Clasificación del mejor joven | Clasificación del mejor joven | Clasificación del mejor joven | Clasificación del mejor joven | Clasificación del mejor joven |
| Ciclista                      | Ciclista                      | Equipo                        | Tiempo                        |                               |
| ----------------------------- | ----------------------------- | ----------------------------- | ----------------------------- | ----------------------------- |
| 1.º                           | Tadej Pogačar                 | UAE Team Emirates             | 18 h 07 min 15 s              |                               |
| 2.º                           | Egan Bernal                   | Ineos Grenadiers              | + 6 s                         |                               |
| 3.º                           | Enric Mas                     | Movistar Team                 | + 15 s                        |                               |
| 4.º                           | Sergio Higuita                | EF Pro Cycling                | + 34 s                        |                               |
| 5.º                           | Marc Hirschi                  | Team Sunweb                   | + 34 s                        |                               |
| 6.º                           | Daniel Felipe Martínez        | EF Pro Cycling                | + 4 min 10 s                  |                               |
| 7.º                           | Harold Tejada                 | Astana                        | + 7 min 51 s                  |                               |
| 8.º                           | Niklas Eg                     | Trek-Segafredo                | + 12 min 07 s                 |                               |
| 9.º                           | Lennard Kämna                 | Bora-Hansgrohe                | + 14 min 22 s                 |                               |
| 10.º                          | Neilson Powless               | EF Pro Cycling                | + 17 min 55 s                 |                               |

### Clasificación por equipos(Classement par Équipe)
| Clasificación por equipos | Clasificación por equipos | Clasificación por equipos | Clasificación por equipos |
| Equipo                    | Equipo                    | Tiempo                    |                           |
| ------------------------- | ------------------------- | ------------------------- | ------------------------- |
| 1.º                       | EF Pro Cycling            | 54 h 22 min 46 s          |                           |
| 2.º                       | Trek-Segafredo            | + 32 s                    |                           |
| 3.º                       | Jumbo-Visma               | + 40 s                    |                           |
| 4.º                       | Bahrain McLaren           | + 1 min 51 s              |                           |
| 5.º                       | Ineos Grenadiers          | + 2 min 13 s              |                           |
| 6.º                       | Movistar Team             | + 2 min 14 s              |                           |
| 7.º                       | UAE Team Emirates         | + 3 min 38 s              |                           |
| 8.º                       | Astana                    | + 3 min 47 s              |                           |
| 9.º                       | Groupama-FDJ              | + 4 min 52 s              |                           |
| 10.º                      | AG2R La Mondiale          | + 6 min 15 s              |                           |

## Abandonos
Ninguno.